# 桌面出版

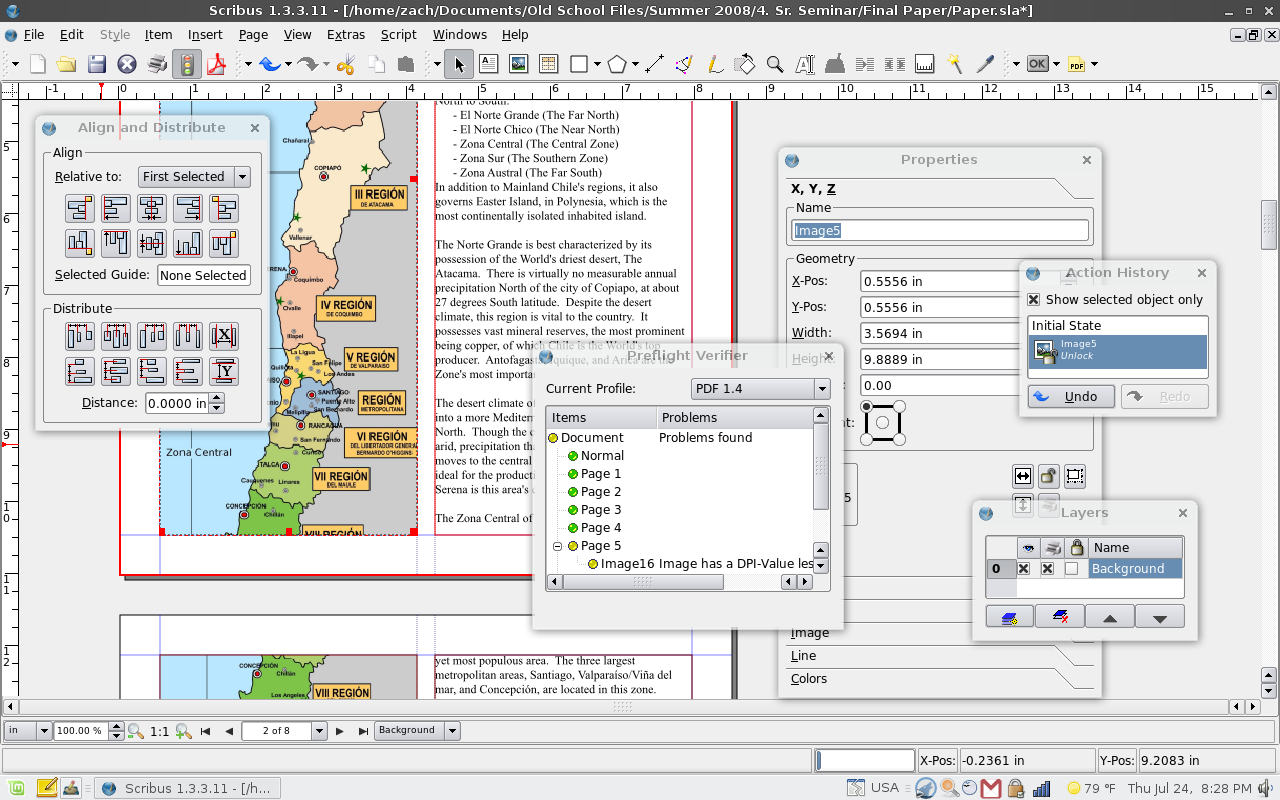
Scribus，一款开源桌面出版应用程序

桌面出版（英語：Desktop publishing，DTP），又稱桌上出版，是指在个人电脑上运用版面设计技巧来创建文档（以供印刷）。桌面出版软件可以生成布局，并生成在印刷质量上可以与传统排版和印刷相媲美的文本和图像。这项技术使得个人、企业和其他组织可以自行出版各种各样的印刷品。桌面出版也是数字字体排印的主要参考。如果使用得当，用户可以通过桌面出版制作各种材料，从菜單到杂志和书籍，而不需要花费商业印刷的费用。
桌面出版将个人电脑和所見即所得页面排版软件结合起来，可在计算机上创建出版文档，用于大规模出版或小规模本地多功能外设输出和分发。与文字处理相比，桌面出版方法提供了对设计、布局和排版的更多控制。不过，文字处理软件已经发展到包括一些以前只有专业打印或桌面出版才能使用的功能，尽管这些功能并非全部。
用于普通论文和图书出版的桌面出版技能和软件有时被用于为销售点显示、促销品、展览会展品、零售包装设计和户外标志创建图形。虽然被归类为“DTP软件”的内容通常仅限于印刷和PDF出版物，但DTP技能不仅限于印刷。桌面出版软件制作的内容也可导出并用于電子傳媒。包括“DTP”的职位描述，如排版设计师（DTP artist），通常需要使用软件制作電子書、网页内容和網頁的技能，这可能涉及任何图形用户界面的网页设计或用户界面设计。

## 定义
桌面出版所谓“出版”是指印刷、裁切・出品・宣传，直到流通等（也就是“后出版工程”）整个过程，实际上DTP大多数情况下只是指制版前（也就是“预出版”工程）的过程，所以有人主张改用Desktop Prepress 即“桌面预出版”这个词汇。另外，近年来苹果公司也不用「桌面出版」，而使用「設計和出版」（Design And Publishing，D&P）这个词。
今后的发展潮流来看，電子出版、“自定义出版”（个人出版）等新的形式也在出现，真正意义上的“桌面出版”成为可能，DTP这个称呼的内涵也会逐渐改变。

## 概述
「桌面出版」这个词汇首先由美国Aldus公司（後被Adobe公司收購）总裁保尔·布雷纳德在1986年发售其页面排版软件Aldus PageMaker时提出的。
同时，这个词汇和“桌面印前作業”（Desktop prepress）一度混杂使用。严格意义上说，“印前作業”是包括原稿、胶片、制版等印刷工艺上的输出，直到能夠上機印刷之前为止。
桌面出版的领域中，由于历史原因，在苹果电脑公司出品的麦金塔电脑和系统上进行较多，因为它曾是唯一能实现所见即所得效果的系统，在硬件和应用程序软件方面也一直保持领先。但随着Windows（视窗）操作系统环境中应用程序的开发完善，使用Windows系统进行桌面出版作业的场合逐渐增多。
Unix和Linux不是桌面出版的主流。但是1990年代后半期开始在桌面出版操作平台的文件服务器等领域中Linux也崭露头角。

## 历史

### 桌面出版以前
桌面出版诞生之前，电脑上的编辑作业操作是通过TeX等一些程序进行的。在TeX中，是通过添加各种命令标签实现排版功能的，并不能算是“桌面排版”。金山軟件的WPS中文处理软件的早期DOS版本也是这样的情况。这些软件与现代桌面出版最大的不同，就是在于旧的操作方式不是WYSIWYG，所以它在排版过程中无法直观预览实际排版效果。
桌面出版以前的印刷作业中，设计、打字、排版等工序都是各个工序的专业人员分工处理的，而现代桌面排版中，所有操作在电脑中一个人就可以完成。反过来说，桌面排版的操作人员需要同时掌握更多相关领域的知识。

### 3A宣言
桌面出版的发祥地是美国，现代桌面出版的发展是美国的三家企业催生出来的。
桌面出版所使用的最早的应用程序是Aldus公司的Aldus PageMaker。该软件能在苹果电脑公司出品的麦金塔（Macintosh）平台上运行。PageMaker使用了Adobe公司开发的页面记叙语言、PostScript等技术，不仅实现了“所见即所得”，而且还有“设备独立”的特点，也就是说改变电脑和打印机也不会影响输出效果，所得出的结果相对于设备是独立的。即使数据本身有兼容性，如果在各个输出机器上效果产生变化，这无疑对印刷品的安定性有严重影响。能不依赖使用机器并维持品质进行输出，这在出版行业是最重要的。
创造出平台的苹果电脑公司（Apple）、催生页面记叙语言的Adobe公司、加上应用软件制造商Aldus这三个公司催生的桌面出版行业被合称“3A宣言”。不过后来Aldus公司被Adobe公司收购，旗下的PageMaker也作为Adobe产品发售到现在，直至近年才停止开发，向InDesign过渡。

### “所见即所得”的实现
PostScript（PS）字体基本上分为两种，一种是使用在打印机中预装的轮廓字体，还有一种是文字编辑机中安装的画面显示用的点阵字体（也称“位图字体”）。二者联动起来才能得到准确快速的操作。
与此相对，TrueType字体不需要打印机支持，只靠编辑机将各种文字形状的信息发送出去印刷，这对于早期的机器来说无疑是一个巨大的负担。这也是PS字体成为桌面出版主角的一个重要原因。
在轮廓字体中，保存的只是文字轮廓形状的信息，不能直接用于印刷，需要加上轮廓内部的填充信息转换以后才能使用。这个操作称为“栅格化”。如果编辑机器一方使用栅格化的TrueType字体，在打印的时候机器要耗费大量时间进行处理。
而使用PostScript字体时，这个作业是在PS打印机进行，只要将文字种类、大小位置等排版信息（实际操作中往往还有插图等，要更复杂得多）传给打印机，编辑机器这一方的的处理就结束了。只是在画面显示上，由于使用的是位图字体，因此若超出了预设的大小，会显示成锯齿状。因此这并不是实际意义上的“所见即所得”，因此开发了Adobe Type Manager（ATM）软件，把ATM专用字体安装在编辑机一方，使位图字体也能轮廓显示出来。
随着计算机处理能力的飞速发展，之后采用的OpenType字体不需要打印机字体，使用动态下载（包括字形在内的信息全部从编辑机方发送）就可以了。

### 汉字桌面出版化
桌面出版革命在美国如火如荼展开的同时，东亚地区方块字的排版发展十分缓慢。英语等单字节语言基本上能使用ASCII（美国信息交换标准码）进行书籍排版，而东亚地区中文、日语等含有大量表意文字的双字节语言在信息化处理一直比较缓慢。由于汉字数量庞大，一个电脑字体的数据量十分巨大，当时的桌面电脑处理能力、存储容量非常有限，而且能自由提供自由排版的各种电脑字体数量也非常稀少，因此在早期实际运用的字体无非是宋体、黑体等极少数字体。直到1990年代初才得到技术性的突破。

### 色彩管理
和上述的“所见即所得”也有一定的联系，在彩色印刷普及之后面临的新问题就是色彩管理。要将显示器画面的颜色、打印机的颜色何最终输出的印刷品的颜色的整合统一是非常困难的。
首先这是输出机器本身原理不同造成的。比如操作人员电脑的画面（电子管、液晶屏幕）的显示是基于RGB颜色的，而校正用的打印机（激光打印机）使用CMYK颜色的墨粉，最终的印刷成品的印刷机是CMYK（有时还另外使用专色）的油墨，要统一起来相当困难。
而且，即使是同一原理的装置，根据厂家、设置、使用年限、使用温度湿度（不仅是外部气温，还有机器内部的温度）的不同，输出效果都不一样。
所谓“色彩管理”，是为了能保证将一个显示的画面，能够在打印机一侧以同样的颜色输出而产生的问题。之后开发出了色彩管理系统，并应用于工作流程当中。麦金他系统中苹果电脑公司的ColorSync就是一个出色的色彩管理软件。
实现色彩管理的前提：一是确定与设备无关的1931CIEXYZ和1976CIELab色彩空间；二是将与设备有关的RGB和CMYK色彩空间转换为与设备无关的1931CIEXYZ和1976CIELab色彩空间；三是建立标准文件，即ICC Profile文件，实现色彩在不同设备上的传递。

### 电脑字体
双字节的PostScript字体当初发售时候被称为OCF字体格式。由于字库较少，之后CID字体问世，导致在实际操作中引发兼容性问题。以至于有用户认为成功解决OCF－CID间问题的，才是技术过关的操作。之所以字体格式转换缓慢，主要是成本方面的原因。不仅是操作用编辑机，校对的打印机，制版出胶片的整个流程都需要更换。现在又开始逐渐向OpenType字体转换，实际操作中的字体流失混乱等问题仍没有很好解决。

### 桌面出版的各种问题
在实际作业工作中，桌面出版系统的主要问题有：
- 兼容性问题。包括跨平台兼容（Mac系统和Windows系统之间），版本兼容（同一平台，如Mac OS 9和X之间；或者同一软件，如 Illustrator 的CS2版本文件和 8.0版本文件之间），格式兼容（对于同样扩展名的文件，如EPS文件，可能是Photoshop创建，也可能是Illustrator创建）等等。
- 字体问题：各种格式字体的流失、套用导致版面错乱，例如主流的桌面出版软件对中、日、韩文字符支持问题。亦有这些国家自研的桌面出版程序，但质量难以与主流程序相比。
- 校对问题：打印版本、胶片版本的红字校正，色彩管理以及电子文档PDF校正管理。
- 流程问题：分工不清导致各个部门的重复作业，文件传输导致的流失数据问题，文件共享导致版本混乱问题（在服务器上的文件，两个工序分别做了不同的修改，导致最后统一成新文件很困难）。

### Windows桌面出版的抬头
由于软件、平台等历史原因，印刷业界中麦金塔电脑的使用相当大，而相对来说Windows系统在很长一段时间都无法参与。其中字体也是很大原因。Windows系统中多使用TrueType字体，和使用能表现多彩曲线的PostScript字体相比起来表现力较差，也缺乏能够有效处理大量字体管理软件。
但是Windows在操作系统拥有90％的市场占有率，因此客户提供的稿件经常是Windows平台格式，比如用Microsoft Word编写的商业文件等等。因此在印刷公司逐渐开始对应Windows系统的转换过程中，Windows也加强了桌面印刷的软件，比如Adobe公司的常用创意设计软件，都同时有Windows版和Mac版。但即使是同样的应用程序，文件的兼容性仍不是很令人满意，Windows版制作的数据到Macintosh版打开时，可能会发生文字错位等一系列麻烦的问题（而且说到底还是因为字体问题的原因）。现在，微软公司和Adobe公司联合开发的跨平台OpenType字体登场。Adobe公司的排版软件InDesign率先完全支援OpenType，只要同样版本使用同样OpenType字体，无论Windows版还是Macintosh版都会完全兼容。该公司依靠其拳头产品Illustrator和Photoshop的界面相似性，迅速扩大了市场。另外桌面出版方面的新机器投资来看，Windows版的方面在显著增强。
目前和麦金塔系统桌面出版相比较唯一的弱点就是色彩管理。由于历史较短，所对应的产品也不是很多，管理比较困难。目前在始创操作平台方面，与Indesign，Photoshop、Illustrator等捆绑的Adobe Color Engine（ACE）可以解决一些问题。

### 系统更新
Apple公司已经从Mac OS 9 升级到Mac OS X，但是在印刷・出版界的升级远远没有那么快。其中最大的理由之一是QuarkXPress软件一直不支持Mac OS X，直到最新的QuarkXpress 6.5版本才有所改进。 更新到OS X的同时也可能会考虑使用InDesign，对OpenType Pro字体，PDF导入的支持也在进行当中。

### 开放源桌面出版
服务器业界中以Linux为代表的开放源代码的软件不断增多，并不断渗透到桌面PC。虽然苹果公司本身在Mac OS X系统中支持开放源，但是在桌面出版中并看不到大的举动。不过，目前针对大规模的排版公司（如印刷公司），协同合作用的文件服务器中已经出现了Linux服务器的身影。
在排版软件方面有ASCII公司内部开发，之后免费公开的Editor's Work Bench (EWB)等产品。可以在FreeBSD和Red Hat Linux等操作系统上运行。它是基于TeX的排版系统，通过编辑者（Editor）的操作可以实现高速排版。在处理文件包方面具有优势，在有固定格式、重复样式的书籍、操作手册等的排版中可以发挥很大作用。但是在需要“所见即所得”的操作性能方面要求较高的，不定型的版面构成的稿件来说就不太适合。目前状况来看，在应用程序方面，比如能与Adobe Illustrator相当的矢量绘图工具软件还没有出现，因此单纯依靠开放源代码还很难构造出坚实的桌面出版系统。

### 自动排版
QuarkXPress和InDsign等桌面出版软件注重每个页面的排版设计，因此制作费用相对较高。而高效率排版作业“所见即所得”的方式下，速度的提高成为瓶颈。而且，将印刷内容（源数据）从纸面入稿到文本编辑器，电子表格等电子媒体的稿件的转换等等，逐渐涉及到多种类的数据格式的读取问题。像这样从电子媒体的数据普及，加上互联网、CD-ROM等多种表现形式的出现，就逐渐超出了纸张印刷的范畴，产生了数据兼容、再利用的问题，有客户提出新的需求，将出版数据从TeX这样的排版标记构造的数据导为SGML、XML这样的数据形式。在这样的背景下，省劳动力、高生产力的自动排版处理功能的桌面出版软件便摆上课题。
QuarkXPress和InDesign等软件中通过添加Xtention,Plug-In等插件形式，可以将桌面出版软件的功能进行扩展。除此之外，Apple Script、VB Script等程序语言拓展已经内置于桌面出版软件并公开供第三方开发。这样有一些“自动排版处理”应用软件应运而生。
自动排版的方法：
- 没有排版信息的数据中如何添加版式信息。
- 添加的版式是否为定型。
- 需要改变部分文字大小、颜色时的方法。

对于版式、文字属性设定的对应方法来说，根据各个应用软件的不同，主要有两种不同的实现方法。
- 像数据库的数据一样，不保持项目属性的数据。
- 像XML数据一样，对于给定的标签能附加属性的数据。

## 主要桌面出版软件和系统
常用桌面出版软件中，Adobe公司出的Creative Suite（创意软件套装）在业界拥有不可动摇的地位，在各个领域都是专业人员的首选软件之一，在一些操作上几乎是行业默认标准。
- 位图图像处理：Adobe Photoshop、GIMP（开源软件）
- 矢量图像绘制：Adobe Illustrator、Adobe FreeHand、CorelDRAW、Inkscape（开源软件）
- 页面排版：Adobe Indesign。而能与InDesign相抗衡的有Quark XPress、Scribus（开源软件）等软件。
- 电子文档制作Acrobat
- 色彩管理软件EDICOLOR

其他常用软件还有：
- 3B2（已被PTC公司所收購，更名為Arbortext）
- AVANAS BookStudio
- AXIS
- Diov-cx
- Edian
- Editor's Work Bench (EWB)
- EZPS
- HITCAP
- Microsoft Publisher
- RYOBI EP-X
- 桌面出版自动排版软件SpicyLibraCS
- UrbanPress
- 中文出版领域的北大方正BD排版語言，含有方正书版、FIT飞腾、WITS维思报版排版系统，另外还有华光排版系统。
- 新代全方位出版系統